# RY Волос Вероники
RY Волос Вероники (лат. RY Comae Berenices) — одиночная переменная звезда* в созвездии Волос Вероники на расстоянии приблизительно 6975 световых лет (около 2139 парсек) от Солнца. Видимая звёздная величина звезды — от +12,87m до +11,66m.

## Характеристики
RY Волос Вероники — жёлто-белая пульсирующая переменная звезда типа RR Лиры (RRAB) спектрального класса F2-F5, или A5. Радиус — около 4,31 солнечного, светимость — около 31,775 солнечной. Эффективная температура — около 6512 K.